# 谷野錬志
谷野 錬志（やの れんし、1984年9月11日 - ）は、静岡県出身の競艇選手。登録番号4342。身長167cm。血液型A型。96期。静岡支部所属。同期に平本真之、新田雄史、魚谷香織らがいる。

## 来歴
- やまと競艇学校時代、リーグ戦勝率5.47（準優出4　優出1）の成績を残した。
- 2005年5月7日、浜名湖競艇場でデビュー（失格）。5月8日、2日目2Rで初勝利（2走目）。
- 2007年1月23日、大村競艇場での「G1共同通信社杯 第21回新鋭王座決定戦競走」にG1初出場。
- 2008年2月11日、浜名湖競艇場での「スワッキーアタック」で初優勝。
- 2009年8月30日、常滑競艇場での「第12回日本財団会長杯争奪戦競走」で2度目の優勝。